# Gersprenztalbahn
Koordinaten: 49° 49′ 38,6″ N, 8° 49′ 49,6″ O
| Kursbuchstrecke (DB): | 317 g (1948)         |                                           |                                           |
| Kursbuchstrecke: | 317g (1946)          |                                           |                                           |
| Streckenlänge: | 17,94 km             |                                           |                                           |
| Spurweite: | 1435 mm (Normalspur) |                                           |                                           |
| |                      |                                           |                                           |
| \| \| \| Odenwaldbahn von Groß-Umstadt Wiebelsbach \| \| \| \| \| Rodgaubahn von Dieburg \| \| \| \| 0,0 \| Reinheim (Odenw) \| Reinheim (Odenw) \| \| \| \| Odenwaldbahn nach Darmstadt Hbf \| \| \| \| \| Reinheimer Tunnel (38 m) \| \| \| \| \| Bundesstraße 38 \| \| \| \| 0,9 \| Reinheim Hp \| Reinheim Hp \| \| \| 3,3 \| Groß-Bieberau \| Groß-Bieberau \| \| \| 6,7 \| Wersau \| Wersau \| \| \| 8,3 \| Brensbach \| Brensbach \| \| \| 10,6 \| Nieder-Kainsbach \| Nieder-Kainsbach \| \| \| 11,2 \| Fränkisch-Crumbach \| Fränkisch-Crumbach \| \| \| 12,6 \| Unter-Gersprenz \| Unter-Gersprenz \| \| \| 13,7 \| Ober-Gersprenz \| Ober-Gersprenz \| \| \| 14,9 \| Kirch- und Pfaffenbeerfurth \| Kirch- und Pfaffenbeerfurth \| \| \| 16,2 \| Bockenrod \| Bockenrod \| \| \| 17,9 \| Reichelsheim (Odenwald) \| Reichelsheim (Odenwald) \| |                      |                                           |                                           |
| Strecke |                      | Odenwaldbahn von Groß-Umstadt Wiebelsbach | Odenwaldbahn von Groß-Umstadt Wiebelsbach |
| Abzweig geradeaus und ehemals von rechts |                      | Rodgaubahn von Dieburg                    | Rodgaubahn von Dieburg                    |
| Bahnhof | 0,0                  | Reinheim (Odenw)                          | Reinheim (Odenw)                          |
| Abzweig geradeaus und nach rechts |                      | Odenwaldbahn nach Darmstadt Hbf           | Odenwaldbahn nach Darmstadt Hbf           |
| Tunnel |                      | Reinheimer Tunnel (38 m)                  | Reinheimer Tunnel (38 m)                  |
| Bahnübergang |                      | Bundesstraße 38                           | Bundesstraße 38                           |
| ehemaliger Haltepunkt / Haltestelle | 0,9                  | Reinheim Hp                               | Reinheim Hp                               |
| Kopfbahnhof Strecke ab hier außer Betrieb | 3,3                  | Groß-Bieberau                             | Groß-Bieberau                             |
| Haltepunkt / Haltestelle (Strecke außer Betrieb) | 6,7                  | Wersau                                    | Wersau                                    |
| Bahnhof (Strecke außer Betrieb) | 8,3                  | Brensbach                                 | Brensbach                                 |
| Haltepunkt / Haltestelle (Strecke außer Betrieb) | 10,6                 | Nieder-Kainsbach                          | Nieder-Kainsbach                          |
| Bahnhof (Strecke außer Betrieb) | 11,2                 | Fränkisch-Crumbach                        | Fränkisch-Crumbach                        |
| Haltepunkt / Haltestelle (Strecke außer Betrieb) | 12,6                 | Unter-Gersprenz                           | Unter-Gersprenz                           |
| Haltepunkt / Haltestelle (Strecke außer Betrieb) | 13,7                 | Ober-Gersprenz                            | Ober-Gersprenz                            |
| Bahnhof (Strecke außer Betrieb) | 14,9                 | Kirch- und Pfaffenbeerfurth               | Kirch- und Pfaffenbeerfurth               |
| Haltepunkt / Haltestelle (Strecke außer Betrieb) | 16,2                 | Bockenrod                                 | Bockenrod                                 |
| Kopfbahnhof Streckenende (Strecke außer Betrieb) | 17,9                 | Reichelsheim (Odenwald)                   | Reichelsheim (Odenwald)                   |

Die Gersprenztalbahn (auch Reinheim-Reichelsheimer Eisenbahn genannt) war eine private Nebenbahn im Odenwald, die ursprünglich von Reinheim nach Reichelsheim führte.
Seit 1964 ist die Strecke zwischen Groß-Bieberau und Reichelsheim abgebaut und seit 2018 ist auch das letzte Teilstück zwischen Reinheim und Groß-Bieberau, trotz Forderungen aus der Zivilgesellschaft nach einer Reaktivierung, mit Genehmigung des Landes Hessen offiziell stillgelegt.
Auf dem bestehenden Reststück findet zurzeit kein Verkehr mehr statt. Im Volksmund auch Lieschen genannt, wird die Verbindung – um sie vom Stockheimer Lieschen in der Wetterau zu unterscheiden – auch als „Odenwälder Lieschen“, seltener auch „Reichelsheimer Lieschen“ bezeichnet.

## Geschichte
Bereits in den 1860er Jahren gab es Pläne zur Erschließung des Odenwaldes mit der Eisenbahn, nachdem die Hessische Ludwigsbahn schon 1846 ihre Strecke entlang der Bergstraße von Darmstadt nach Heidelberg in Betrieb genommen hatte. Die einen forderten eine Strecke von Darmstadt über Ober-Ramstadt, Groß-Bieberau, Brensbach, Bad König nach Michelstadt, andere wollten eine Verbindung von Worms über Heppenheim, Fürth, Michelstadt nach Miltenberg und weiter über Wertheim nach Würzburg, wieder andere sahen die Zukunft in einer Strecke von Reinheim über Reichelsheim, Fürth und Weinheim nach Mannheim. Erste realistische Planungen einer Gersprenztal-Eisenbahn auf einer Strecke Reinheim nach Brensbach erfolgten Ende des Jahres 1868, 1872 ließ dann die Hessische Ludwigsbahn Vermessungen im Gersprenztal durchführen.

### Eröffnung

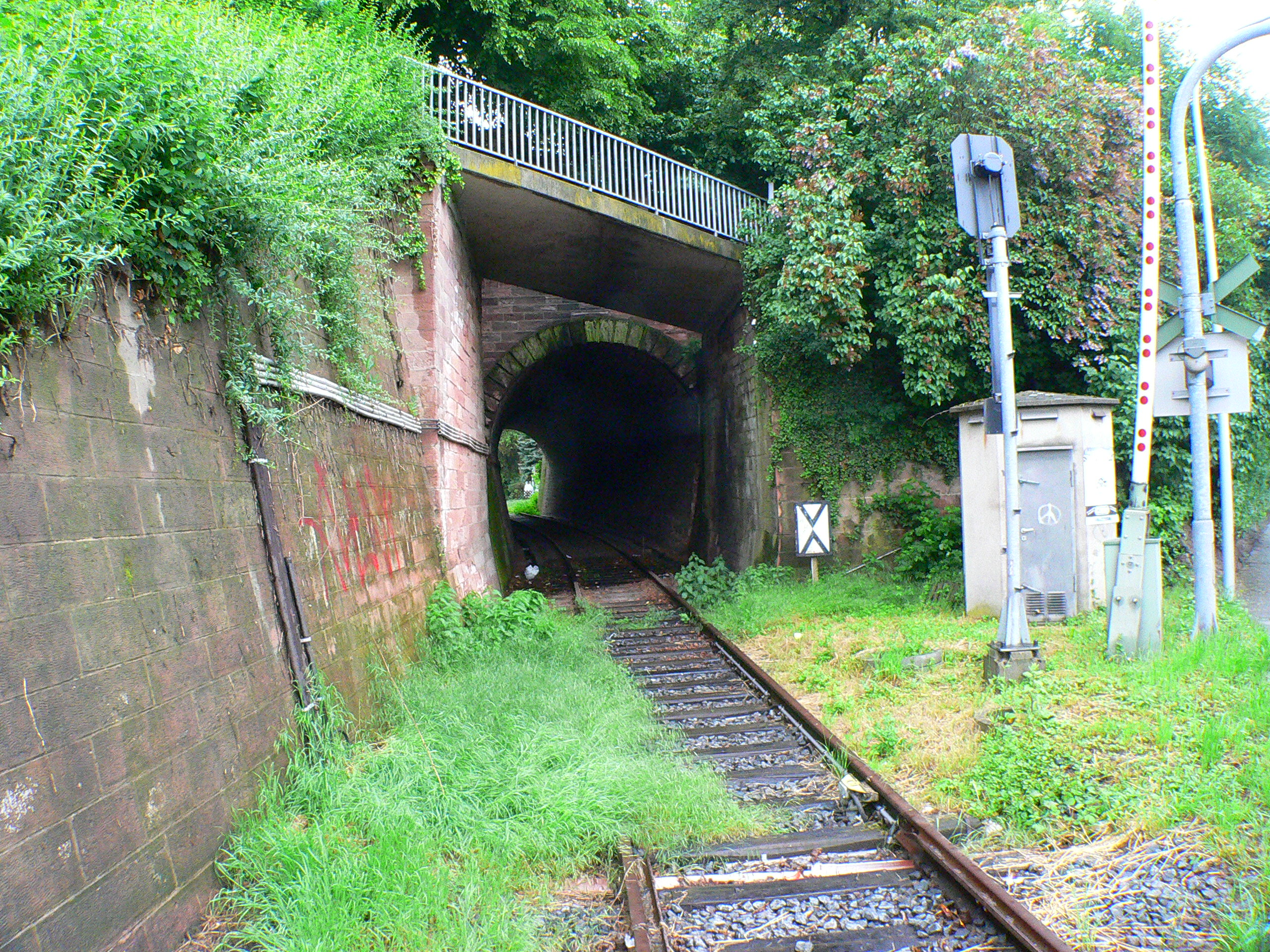
Tunnel Reinheim

Eine Konzession für die Strecke von Reinheim nach Reichelsheim erhielt jedoch erst im März 1887 das Konsortium um Herrmann Bachstein, das sofort mit den Bauarbeiten an der Reinheim-Reichelsheimer Eisenbahn (RRE) begann. Wegen der einfachen Streckenführung konnte die knapp 18 km lange Strecke schon am 10. Oktober 1887 eröffnet werden. Die Strecke verfügt als bauliche Besonderheit über einen 38 Meter langen Tunnel im Stadtgebiet von Reinheim. Direkt hinter diesem Tunnel befindet sich ein Bahnübergang an der Ludwigstraße (frühere Bundesstraße 38).

### Verlängerungspläne
Eine seit der Anfangszeit diskutierte Weiterführung der Strecke von Reichelsheim wurde ab 1902 noch einmal intensiv diskutiert. Die Verlängerung sollte bis Fürth im Odenwald führen und den Anschluss an die von dort nach Weinheim führende Weschnitztalbahn herstellen. Dieser Lückenschluss von nur etwa 9 km kam aber nicht zu Stande, weil eine tragfähige Finanzierung nicht gefunden werden konnte.

### Übernahme durch die SEG
1895 ging die RRE mit vielen anderen von Herrmann Bachstein initiierten Bahnen in die Süddeutsche Eisenbahn-Gesellschaft (SEG) über. Aufgrund von Artikel 95 der Weimarer Verfassung ging durch das Gesetz betreffend den Staatsvertrag über den Übergang der Staatseisenbahnen auf das Reich vom 30. April 1920 die Eisenbahnaufsicht zum 1. August 1922 vom Volksstaat Hessen auf das Deutsche Reich über, faktisch vom Hessischen Finanzministerium auf die Eisenbahndirektion Mainz. Die auf 50 Jahre befristete Konzession der Strecke wurde auf Grundlage des sog. „SEG-Gesetzes“ von 1936 zwangsweise auf unbestimmte Zeit verlängert, sodass die SEG den Betrieb weiterführen musste. Nach dem Zweiten Weltkrieg verursachte die Reinheim-Reichelsheimer Eisenbahn wie alle anderen SEG-Nebenbahnbetriebe hohe Defizite.
Mit Inkrafttreten der Hessischen Verfassung von 1946 wurde das an Schienen oder Oberleitungen gebundene Verkehrswesen gemäß dem Sozialisierungsartikel 41 in Gemeineigentum überführt (verstaatlicht), was auch die beiden in Hessen gelegenen SEG-Strecken der Gersprenztalbahn und Hetzbach-Beerfelden betraf. Wegen der unklaren Rechtslage unterblieb zunächst die Verstaatlichung, da der Essener Hauptsitz der SEG nicht im Land Hessen lag und die Anwendbarkeit von Artikel 41 der Hessischen Verfassung strittig blieb. Erst am 6. Juni 1952 urteilte der Hessische Staatsgerichtshof, dass beide Bahnen rückwirkend zum 1. Dezember 1946 dem Land Hessen zugesprochen wurden. Da die Konzession der Gersprenztalbahn durch Bestimmung des Allgemeinen Eisenbahngesetzes zum 31. Dezember 1952 ohnehin ablief, verzichtete die SEG folglich auf eine Verlängerung.

### Übergang an die Hessische Landesbahn und Teilstilllegung
Nachdem die SEG ihre Ende 1952 ablaufende Konzession nicht verlängert hatte, kaufte schließlich das Land Hessen mit Wirkung zum 1. Januar 1953 die Bahn und Fahrzeuge. Die Betriebsführung verblieb jedoch im Auftrag und auf Rechnung des Landes Hessen bis zum 1. September 1954 bei der SEG. Am 1. Oktober 1954 übernahm die Deutsche Eisenbahn-Gesellschaft den Betrieb. 

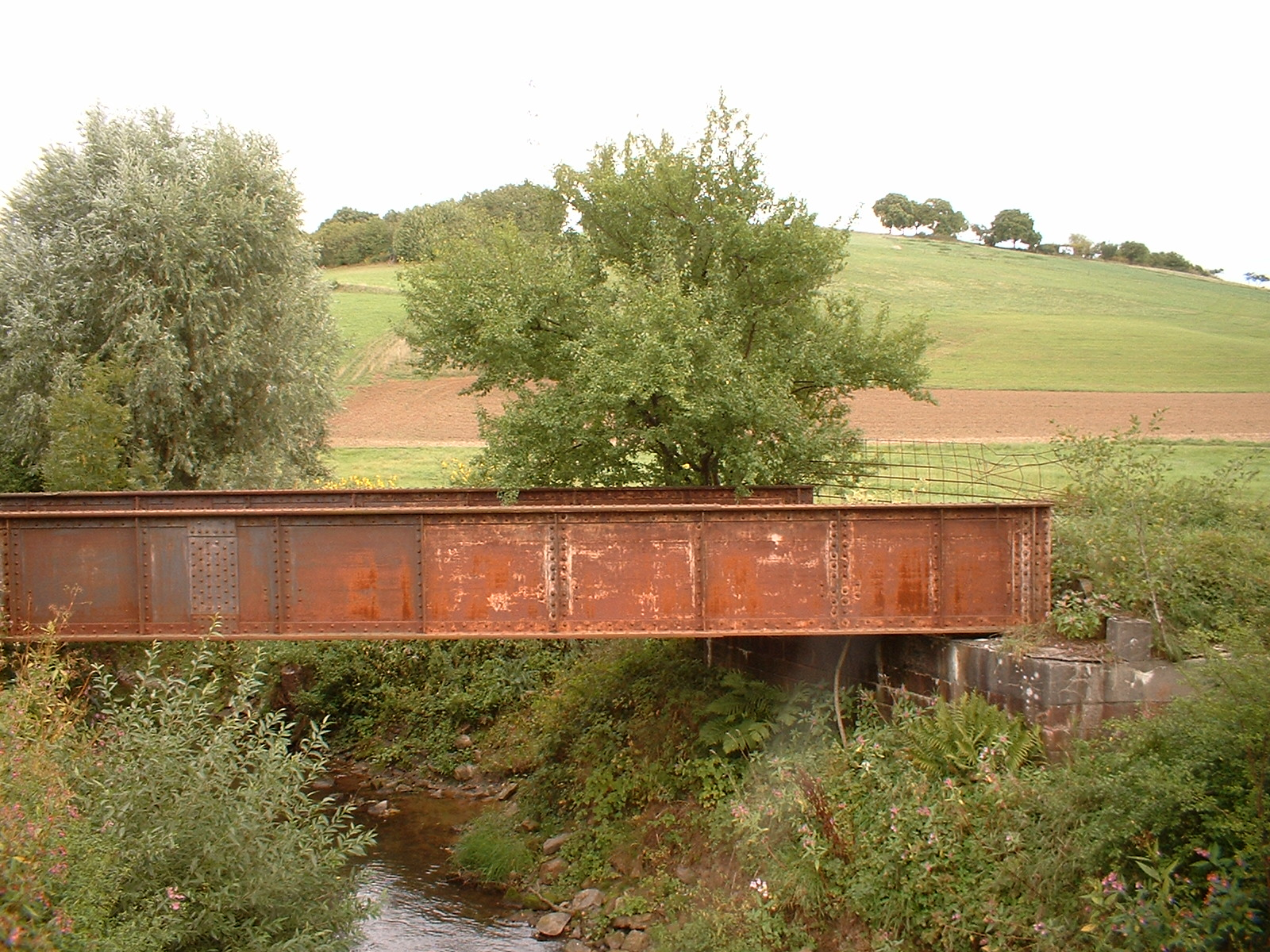
Stillgelegte Brücke am südlichen Ortsausgang von Groß-Bieberau

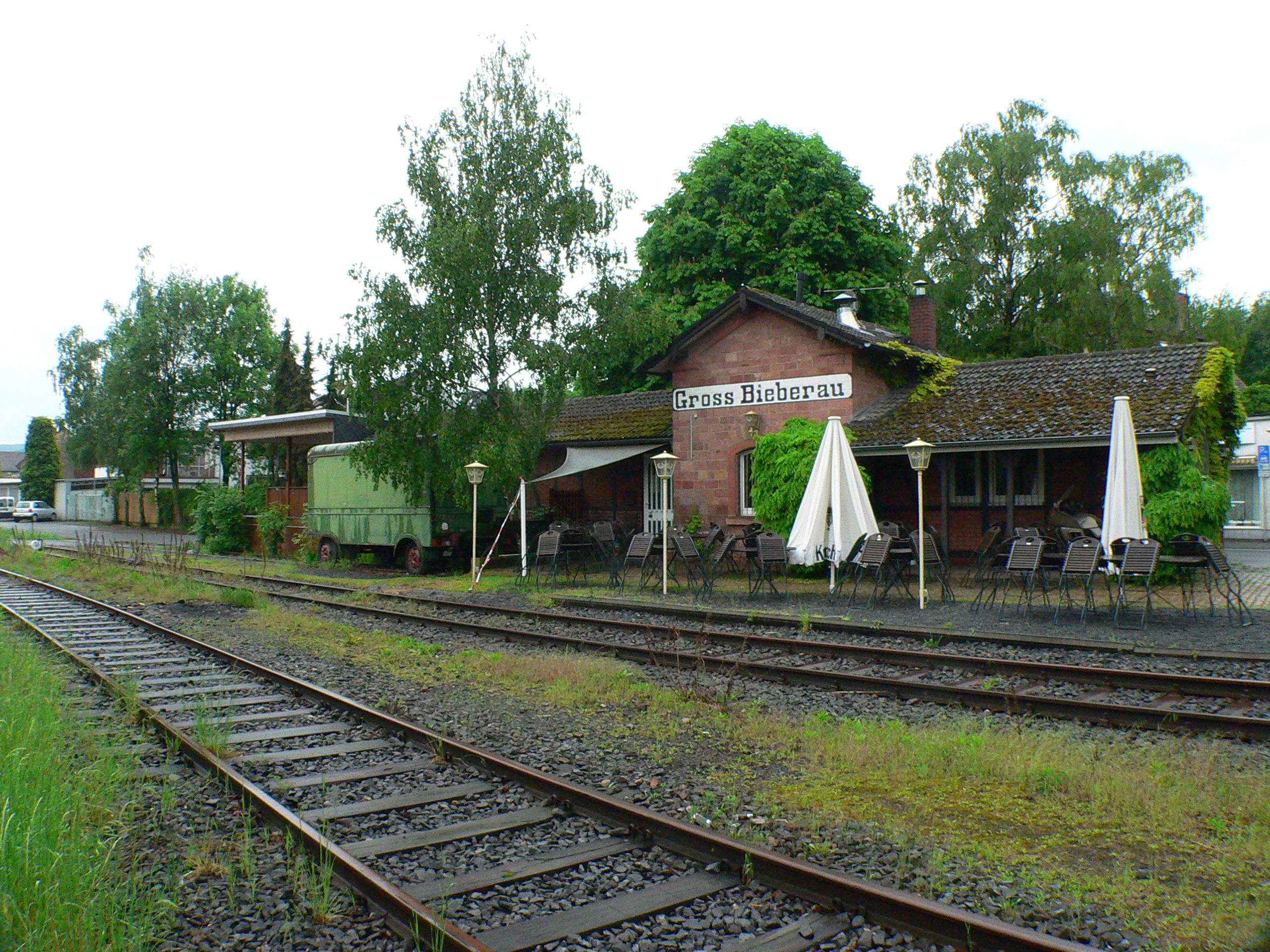
Ehem. Bahnhof Groß-Bieberau

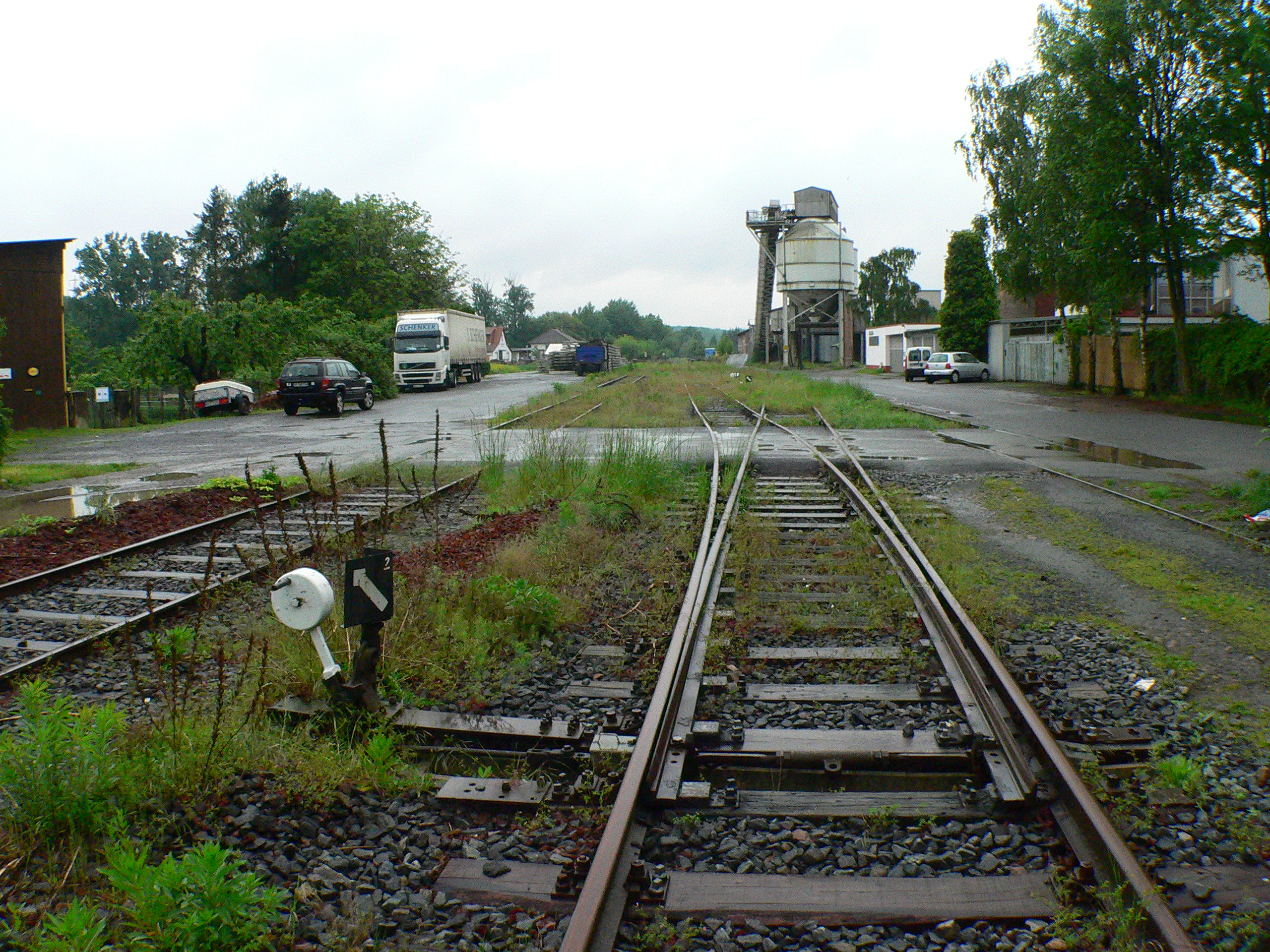
Güteranschlussgleise in Groß-Bieberau

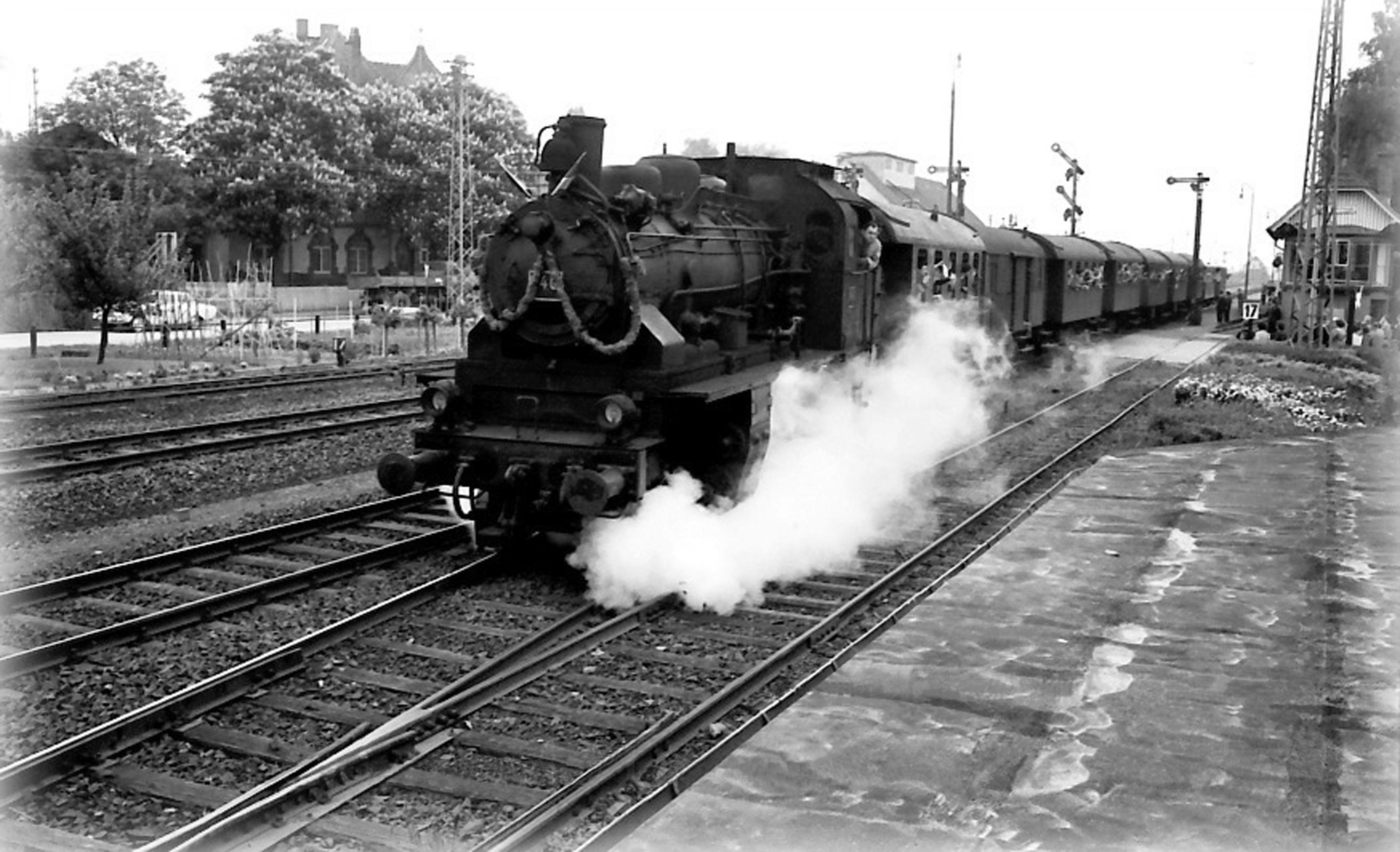
Die letzte Fahrt des Odenwälder Lieschen

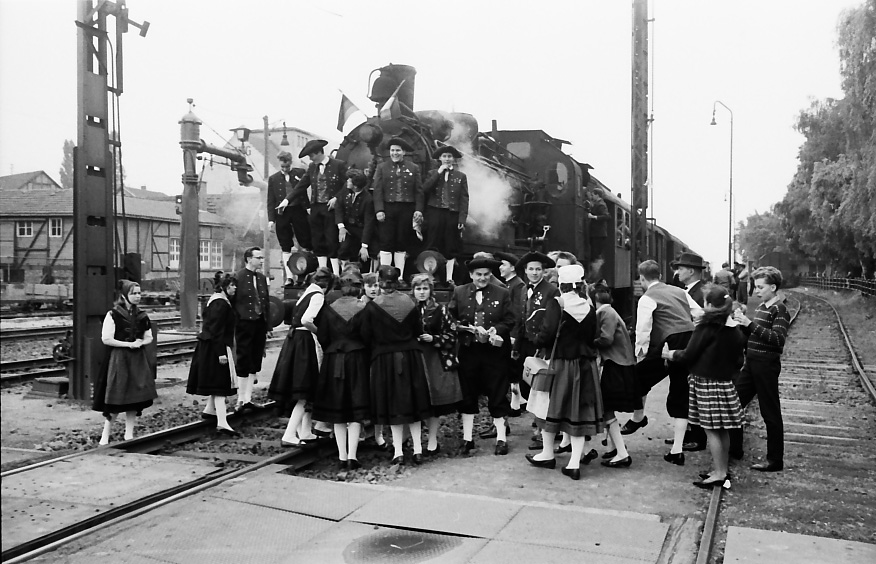
Odenwälder Lieschen am Reinheimer Bahnhof

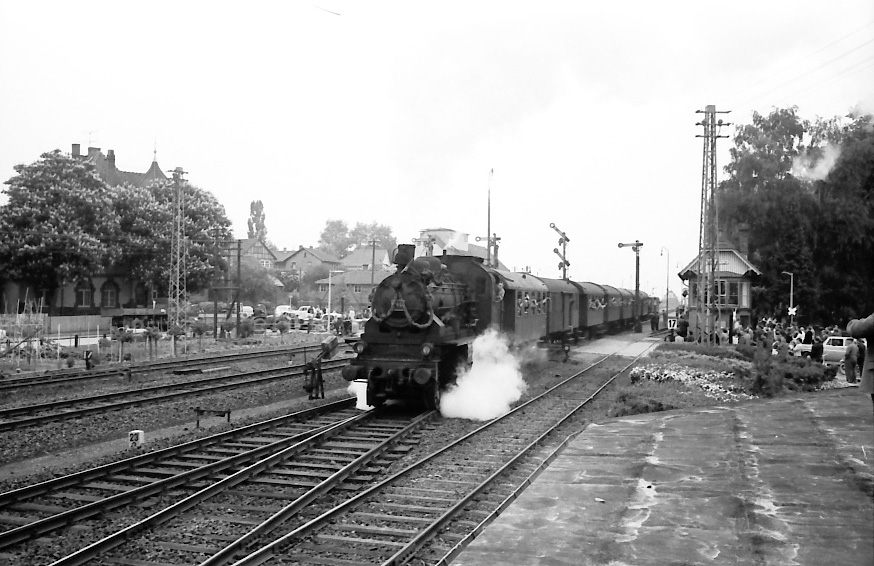
Odenwälder Lieschen am 23. Mai 1963

Wegen des rückläufigen Personenverkehraufkommens in den 1950ern wurde zum 26. Mai 1963 der Personenverkehr eingestellt. Am 25. Mai 1963 fand die feierliche Abschiedsfahrt der Reinheim-Reichelsheimer Eisenbahn für den Personenverkehr statt. Zum Einsatz kamen hierzu die Elna Dampflokomotive RRE 140, der Triebwagen VT 23 mit Beiwagen VB 122 und alle Personenwagen. Ein Jahr später wurde im August 1964 auch der Güterverkehr auf der Teilstrecke Groß-Bieberau–Reichelsheim eingestellt und die Gleisanlagen wurden ab August 1964 abgebrochen. Die letzten Güter am Bahnhof von Kirch- und Pfaffen-Beerfurth (laut Güterannahmebuch) wurden am 4. August 1964 versandt. Mit Schreiben vom 20. März 1964 der Hessischen Landesbahn G.m.b.H. in Frankfurt/Main wurde den Bediensteten zum 30. September 1964 gekündigt. In diesem Schreiben wurde außerdem mitgeteilt, dass die Schienenbahn mit Ablauf des 30. September 1964 stillgelegt wird. Die neben der Strecke verlaufende Landstraße wurde später zur B 38 ausgebaut und verbreitert, so dass die ehemalige Eisenbahntrasse Teil der Straßentrasse wurde.

### Restbetrieb der Groß-Bieberau-Reinheimer Eisenbahn
Der Odenwälder Hartstein-Industrie AG wurde ab 1. Oktober 1964 die Genehmigung zum Betrieb einer dem öffentlichen Verkehr dienenden Eisenbahn von Reinheim nach Groß-Bieberau zur Beförderung von Gütern erteilt. Diese übertrug den Betrieb auf die 1965 gegründete Groß-Bieberau-Reinheimer Eisenbahn GmbH (GBRE). Als DB Cargo im Dezember 2001 den Güterverkehr zwischen Darmstadt und Reinheim im Rahmen von Mora C einstellte und den Gleisanschluss in Reinheim kündigte, endete auch der Güterverkehr der GBRE. Die bis dahin vorhandene Werkslok der Schotterverladestelle wurde Anfang 2002 nach Nieder-Ofleiden gebracht, wo sie bis heute bei einem anderen Schotterwerk der Mitteldeutschen Hartstein-Industrie zum Einsatz kommt.
Im Sommer 2003 beförderte die Westfälische Almetalbahn GmbH Ganzzüge mit Schotter von Groß-Bieberau zu verschiedenen Gleisbaustellen. Seit November 2005 ruht der regelmäßige Güterverkehr auf der Gersprenztalbahn und fanden nur noch sehr vereinzelt Bedienungen statt.
Zum 1. Januar 2006 verkaufte die Odenwälder Hartstein-Industrie die Bahnstrecke an einen Privatmann, der gemeinsam mit der Stadt Groß-Bieberau dort agieren wird. Mitte Mai wurde die Weiche von der Odenwaldbahn in Reinheim überholt, im Oktober 2007 einzelne Gleise und Weichen im Bahnhof Groß-Bieberau.
Mit den historischen Fahrzeugen des Eisenbahnmuseum Darmstadt-Kranichstein fanden in den letzten Jahren mehrfach Sonderfahrten nach Groß-Bieberau statt.

### Derzeitige Situation
Einige Bürger der betroffenen Gemeinden betrachten die Reaktivierung der Gersprenztalbahn als notwendig für eine Optimierung des ÖPNV im Odenwald. Insbesondere wollen die Befürworter schnellere Anbindungen an Darmstadt oder Frankfurt am Main erreichen. Zu diesem Zweck existiert eine Interessengemeinschaft „Regionales Schienenbündnis Darmstadt-Dieburg“
Seit 31. März 2018 ist die Reststrecke bis Groß-Bieberau offiziell stillgelegt. Das Streckengleis ist noch vorhanden, aber die Zukunft ist ungewiss. Das Groß-Bieberauer Stadtparlament hat sich für die Entwidmung und den Abbau der Strecke ausgesprochen, um beim geplanten Bau der B-38-Ortsumgehung auf eine Brücke über die Bahnstrecke verzichten zu können. Gleichzeitig gibt es jedoch nach wie vor Bestrebungen, die Strecke für den Personenverkehr zu reaktivieren und Groß-Bieberau etwa mit Flügelzügen an die Odenwaldbahn anzubinden. Gleichzeitig hat der RMV jedoch gesagt, dass es derzeit keine Überlegungen zur Reaktivierung der Strecke gebe.

## Bahnstationen
- Bahnhof Reinheim (Odenw) (km 0,0): Der Bahnhof Reinheim war als Gemeinschafts- und Übergabebahnhof mit der Hessischen Ludwigsbahn angelegt, wobei zur RRE lediglich die Gleise südlich des Hauptdurchgangsgleises gehörten. Die Sicherung der Zugfahrten wurde vom Fahrdienstleiter auf dem Stellwerk I (neben dem Bahnübergang) durchgeführt, der auch die Rangierbewegungen der RRE-Züge beaufsichtigte.
Dieses Stellwerk existiert noch heute und wurde 2008 vom Verein Museumsstellwerk Reinheim e. V. übernommen. Derzeit wird es restauriert und ein Museum für Stellwerks- und Signaltechnik eingerichtet. 2009 wurde das Gebäude 100 Jahre alt.
- Haltepunkt Reinheim (km 0,9): Unmittelbar am südlichen Tunneleingang befand sich der erste Haltepunkt mit einem Fahrkartenverkauf durch den Schrankenwärter, in dessen Wärterbude zu diesem Zweck ein Schalterfenster eingebaut war.
- Bahnhof Groß-Bieberau (km 3,3): Der Bahnhof Groß-Bieberau (in dem Gebäude befindet sich seit 1997 die Gaststätte Odenwälder Lieschen) war mit einem Vorsteher und einem zweiten Mann im Zweischichtbetrieb für den Verkehrs- und Betriebsdienst besetzt. In Groß-Bieberau war der Sitz der Streckbahnmeisterei, die u. a. für die Unterhaltung und Reparatur der Gleisanlagen zuständig war. Heute ist Groß-Bieberau der Endpunkt der noch vorhandenen Strecke. Von dem ursprünglichen Streckengleis Richtung Reichelsheim sind noch etwa 300 Meter Gleis verblieben, die weiterhin als Abstellgleis für die Schotterwagen dienen. Die Gersprenzbrücke am südlichen Ortsausgang ist ohne Gleise noch vorhanden. Ein Nebengebäude mit der früheren Dienstwohnung des Vorstehers wurde 1986 abgerissen.
- Haltestelle Wersau (km 6,7): Die Haltestelle an der heutigen Bundesstraße 38 war unbesetzt, der Wirt des direkt neben der Haltestelle liegenden Gasthauses Zum Kühlen Grund übernahm den Fahrkartenverkauf. Er war an das Fernsprechnetz der RRE angeschlossen.
- Bahnhof Brensbach (km 8,3): Der Bahnhof von Brensbach, der anfangs mit einem Vorsteher und einer zweiten Kraft besetzt, steht auch heute noch fast unverändert, der angebaute Güterschuppen wurde um eine Etage aufgestockt. Nach der Personalreduzierung auf einen Mitarbeiter mussten die betrieblichen Aufgaben von den Zugführern übernommen werden, u. a. die Bedienung der Schranken südlich des Bahnhofes.
- Haltepunkt Nieder-Kainsbach (km 10,6): Der Haltepunkt war unbesetzt, der Fahrkartenverkauf erfolgte (wie auch in Unter- und Ober-Gersprenz) in nahegelegenen Gaststätten.
- Nieder-Kainsbach – Fränkisch-Crumbach (km 11,2): Das Bahnhofsgebäude wurde im Laufe der Jahre mehrfach umgebaut, heute befindet es sich in Privatbesitz. Neben dem durchgehenden Hauptgleis gab es ein kurzes Ausweichgleis mit knapp 40 m Nutzlänge, daran schloss sich in Richtung Reichelsheim das Ladegleis mit Gleiswaage, das zeitweise auch als Anschlussgleis für verschiedene Firmen fungierte. Trapeztafeln dienten an Stelle von Einfahrsignalen.
- Haltepunkt Unter-Gersprenz (km 12,6): Der Haltepunkt war am Gasthaus „Meister“ gelegen.
- Haltepunkt Ober-Gersprenz (km 13,7): Der Haltepunkt war rechts neben dem Gasthaus „Zum Reichenberg“.
- Bahnhof Kirch- und Pfaffen-Beerfurth (km 14,9): Im Gegensatz zu den anderen Bahnhofsgebäuden der RRE, die alle aus hellem Buntsandstein gebaut wurden, war das Bahnhofsgebäude von Beerfurth ein einfacher, kleiner Backsteinbau. Auch er wurde mehrfach umgebaut und dient heute als Wohnhaus. Der Bahnhof war mit einem Agenten besetzt, der keine betrieblichen Aufgaben wahrnahm, sondern lediglich verkehrsdienstlich tätig war. In Kirch-Beerfurth war ein Nebengleis mit einer nutzbaren Länge von 100 m vorhanden, das mit einer Gleiswaage versehen war. Auf dem Nebengleis wurde u. a. der Ton von der Grube Vier-Stück verladen und gewogen.
- Haltepunkt Bockenrod (km 16,2): Der Haltepunkt Bockenrod war mit einer Wellblechhalle ausgestattet, die als Schalter- und Warteraum diente. Neben dem Bahnsteig war ein zusätzliches Ladegleis vorhanden. Für den Bergbaubetrieb dieser Gegend war Bockenrod die Verladestation an der Reinheim-Reichelsheimer-Eisenbahn für abgebautes Erz. Georg Steiger, ein Lattenschnitter aus Bockenrod, entdeckte 1880 im Kohlwald bei Bockenrod ein reichhaltiges Erzlager, für das die Firma de Wendel aus Forbach in Lothringen die Abbaurechte erwarb. Von der Haltestelle Bockenrod ging eine Drahtseilbahn, die allein mit der Schwerkraft betrieben wurde, wobei sie eine volle Hängelore nach unten zog und zwei leere nach oben, zum heutigen Schießstand Vierstöck. In der „Darmstädter Zeitung“ vom 28. April 1886 ist darüber folgendes zu lesen: Seit einigen Tagen befindet sich die von der Fa. Adolf Bleichert und Komp., Leipzig-Gohlis, nach ganz neuem System erbaute Drahtseilbahn in Betrieb, welche die Manganerze von den de Wendelschen Gruben an die Staatsstraße nach Bockenrod bringen soll. Die Länge der Bahn, an welcher beinah 3/4 Jahr mit zahlreichen Arbeitern gearbeitet wurde, beträgt 2200 Meter und sie besitzt eine Leistungsfähigkeit pro Tag von zirka 25 befrachteten Doppelwaggons (Eisenbahnwagen). Der Lehrer Heinrich Hallein aus Bockenrod schrieb in seiner Schulchronik: Mit dem 1. Oktober 1900 wurde das hiesige Manganerzbergwerk geschlossen, nachdem es 17 Jahre bestanden hatte. Die Ursache war die geringe Ausbeute an Mangan. Von der Gesellschaft de Wendel in Saarbrücken wurden die Einrichtungen und Maschinen nach Wald-Michelbach geschafft und die dortigen Manganerzlager in Angriff genommen.
- Bahnhof Reichelsheim (km 17,9): Reichelsheim war Sitz der RRE-Verwaltung und Zugbildungsbahnhof einschließlich Lokschuppen und Werkstatt der Betriebsmittelpunkt, das Bahnhofsgebäude wurde 1969 von der Volksbank Gersprenztal eG gekauft und im September 1980 abgerissen. Der Reichelsheimer Fahrdienstleiter fungierte auch als Zugleiter für die Gesamtstrecke ausschließlich des Bahnhofs Reinheim. Als einziger Bahnhof verfügte Reichelsheim über zwei Bahnsteige. Signale gab es allerdings auch hier nicht, dafür die gewohnte Trapeztafel anstelle eines Einfahrsignals. Letzter Bahnverwalter in Reichelsheim war Werner Orth.

## Triebfahrzeuge und Wagen
- Dampflokomotiven (B n2t):

SEG 107 und 108

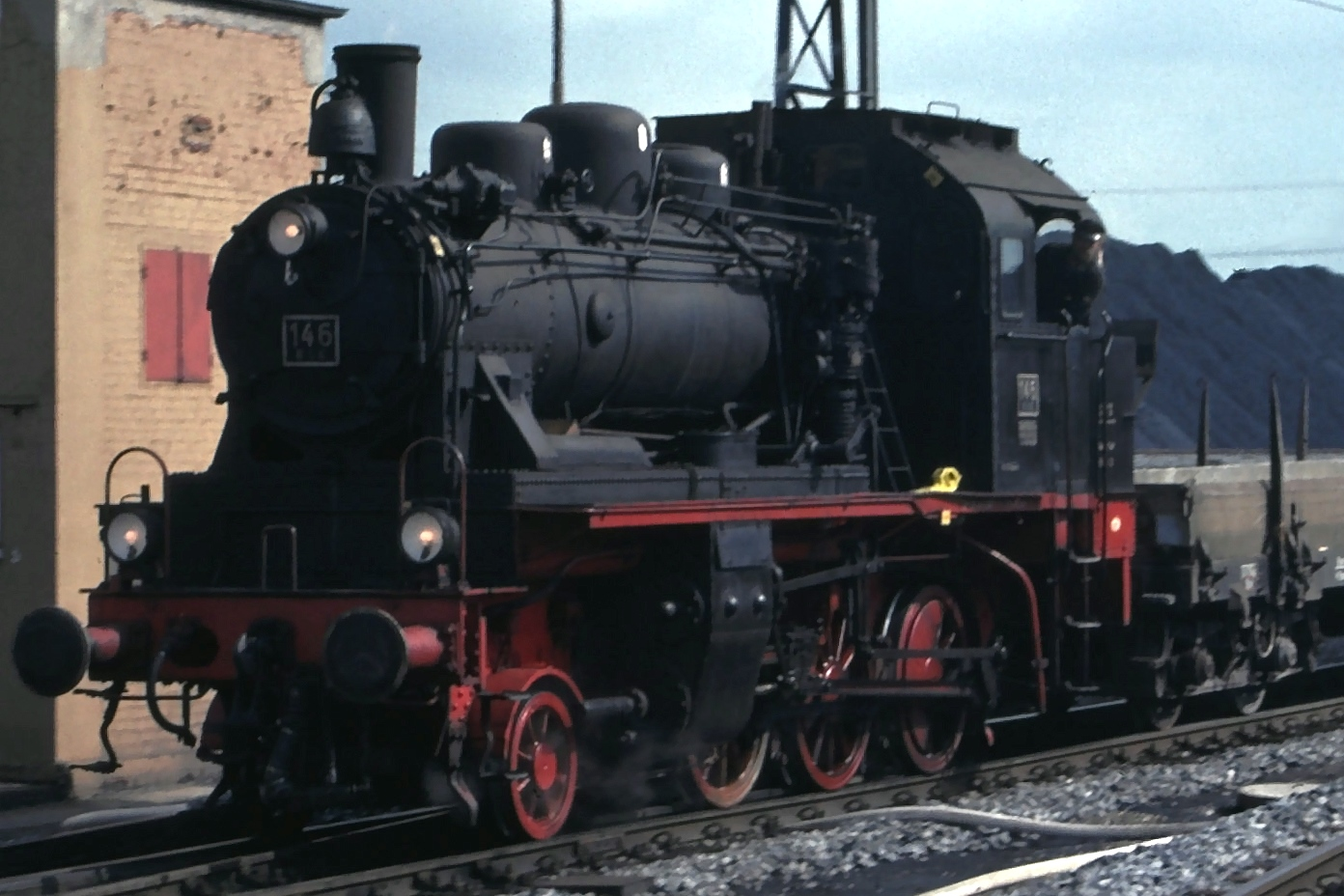
Die ehemalige RRE 146 (ELNA 2, Henschel 1941) blieb bei der DGEG museal erhalten

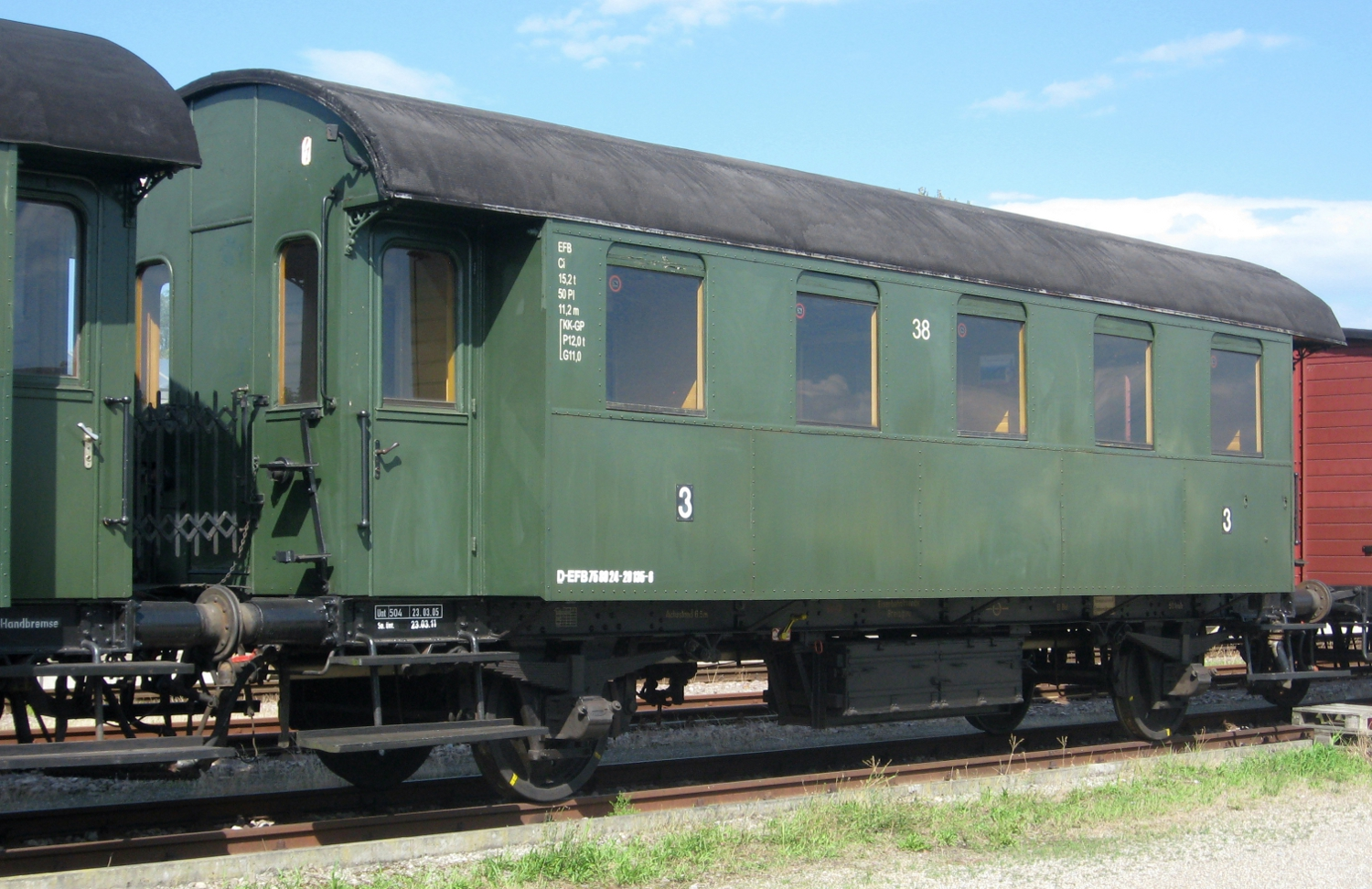
Die SEG beschaffte 1926 eine Serie von 23 Wagen 3. Klasse bei der Waggonfabrik Gastell, von denen die RRE 13 Stück erhielt. Davon blieb u. a. EFB Ci 38 beim Museumsdampfzug Rebenbummler auf der Kaiserstuhlbahn erhalten

- Dampflokomotiven Preußische T 3 (C n2t):

SEG 333, 339, 341, 342, 343, 344, 345, 346, 347, 349.
- Mallet-Dampflokomotiven (B'B n4vt):

SEG 310 (RRE61), SEG 350 (RRE62), SEG 351, SEG 353 (RRE 63), SEG 356.
- Dampflokomotiven Typ ELNA 2 (1'C h2t):

RRE 140 und RRE 146.
- Diesellokomotiven:

DEG V 21, OHI V 36.
- Triebwagen:

SEG T6 und SEG T23 mit Beiwagen VB 122.

## Bahnpost
Auch die Reinheim-Reichelsheimer Eisenbahn wurde in das Bahnpostnetz einbezogen und verfügte über einen Gepäckwagen mit eingebautem Postabteil, in dem zwischen 1888 und 1928 ein Mitarbeiter der Post die Entwertung mit dem ovalen Bahnpoststempel 8 vornahm. Am Bahnpostabteil war ein Einwurf für Briefe und Postkarten vorhanden. Der Bahnpoststempel hat folgenden Text: Reinheim (Hess.) – Reichelsheim (Odw.) Bahnpost, Zug-Nr., Datum. Die Zugnummern 1 bis 9 und die Angabe von Tag, Monat und Jahr wurden durch Einsatztypen aus Stahl gewechselt. Die Verwendungszeit des Bahnpoststempels ist bisher von 1888 bis 25. März 1928 durch Postkarten und Briefe nachgewiesen. Der Bahnpostdienst unterstand zunächst dem Postamt Reichelsheim und ging nach dem Ersten Weltkrieg an das Postamt Reinheim über. Verantwortlich für den Bahnpostdienst beim Postamt Reichelsheim war der Oberpostschaffner Friedrich Hörr.
Drei Bahnposten verkehrten werktäglich in beiden Richtungen. An Sonntagen verkehrte nur eine einmalige Verbindung.
Abgang der 1. Bahnpost um 7 Uhr ab Reichelsheim. Rückkehr um 10 Uhr in Reichelsheim.
Abgang der 2. Bahnpost um 11 Uhr ab Reichelsheim. Rückkehr um 18 Uhr in Reichelsheim.
Abgang der 3. Bahnpost um 18 Uhr ab Reichelsheim. Rückkehr um 22 Uhr in Reichelsheim.
Bis zum 30. November 1953 wurden die für die Postämter im Gersprenztal eingehenden Postsendungen hauptsächlich mit dem „Lieschen“ befördert. Danach erfolgte die Beförderung mit Landkraftpostwagen. Die in Reinheim aus dem Bahnpostwagen Darmstadt – Eberbach übernommenen Sendungen gingen zuletzt auf den um 6.40 in Richtung Reichelsheim fahrenden Zug über. Im Postabteil des Gepäckwagens erfolgte eine Sortierung durch den Postbeamten, bevor die Post an die unterwegs wartenden Bediensteten der Postämter mit ihren eisenbereiften Postkarren übergeben wurden.

## Museum und historische Dokumente
Das Regionalmuseum Reichelsheim (im alten Rathaus von 1554) verfügt über eine Abteilung zur Geschichte dieser Eisenbahn. Neben Bildern, Dokumenten, Uniformen, Modellen und Gegenständen der RRE ist auch eine beachtenswerte Sammlung von Modellen nationalen und internationalen Bahnpostwagen zu sehen.
Historische Dokumente: Von der Gersprenztalbahn gibt es viele Fotografien. Außerdem existieren in Privatbesitz Filmaufnahmen aus den Jahren 1943, 1961 bis 1964 sowie Tonbandaufnahmen u. a. von Zugmeldungen, Gespräche von Bahnbediensteten und Betriebsversammlungen aus der Zeit von 1960–1962.
Der Modellbahn-Hersteller Märklin brachte 2006 ein dreiteiliges Wagenset „Odenwald-Lieschen“ in Spur H0 heraus.